# Mark Römer
Mark Römer (* 22. Juni 1975 in Esslingen am Neckar) ist ein ehemaliger deutscher Fußballspieler.

## Karriere
Römer spielte in der Jugend bei Eintracht Esslingen (1983 bis 1992), VfB Stuttgart (1992 bis 1993) und TSV Wäldenbronn-Esslingen (1993 bis 1996), ehe er im Jahr 1996 zu den TSF Ditzingen in die Regionalliga Süd wechselte. Im Jahr 1998 schloss er sich dem Karlsruher SC an, wo er zunächst in den zweiten Mannschaft ebenfalls in der Regionalliga spielte. Er konnte 20 Tore bei 51 Einsätzen erzielen. Nach dem Abstieg der ersten Mannschaft des KSC in die Regionalliga kam er dort in der Saison 2000/01 auf drei Einsätze. Im Oktober 2000 wechselte er zu Ligakonkurrent SC Pfullendorf, mit dem er am Saisonende absteigen musste. Er blieb dem Klub auch in der Oberliga treu und schoss seine Mannschaft in der Saison 2001/02 mit 23 Treffern zum Wiederaufstieg. In der Spielzeit 2002/03 halfen seine 22 Tore zum Klassenerhalt. Im Sommer 2003 wechselte er zur SpVgg Unterhaching, die gerade in die 2. Bundesliga aufgestiegen war. Dort trat er an der Seite von Francisco Copado nur selten als Torjäger in Erscheinung. Im Sommer 2004 ging er zum FC Augsburg und damit wieder in die Regionalliga. Mit dem Klub erreichte er am Ende der Spielzeit 2005/06 den Aufstieg. Er verließ den Verein jedoch und blieb in der Regionalliga, wo er beim FC Ingolstadt 04 anheuerte. Dort kam er in der Rückrunde 2006/07 kaum noch zum Einsatz. In der Saison 2007/08 spielte er in der zweiten Mannschaft des Klubs in der bayerischen Landesliga. In 24 Spielen der 2. Bundesliga schoss er zwei Tore für die SpVgg Unterhaching und in 211 Spielen der Regionalliga Süd schoss er 76 Tore.
Der bayerische Landesligist TSV Gersthofen verpflichtete Mark Römer Mitte Oktober 2009. Mit dem Klub schaffte der Stürmer in der Saison 2010/11 den Aufstieg in die Bayernliga, im Sommer 2011 beendete der mittlerweile 36-Jährige seine Karriere.
Seit 2009 ist Mark Römer als Personal Trainer in Augsburg tätig.